# Alain Perrin
Alain Perrin  (* 7. Oktober 1956 in Lure, Département Haute-Saône) ist ein ehemaliger französischer Fußballspieler und aktueller Fußballtrainer.

## Aktive Karriere
Perrin spielte zwischen 1971 und 1987. 1971 startete er seine Profikarriere bei der AS Nancy. Nach deren Abstieg in die Zweitklassigkeit am Ende der Saison 1974 blieb Perrin noch für ein weiteres Jahr, ehe er zu Varangéville wechselte. Nach fünf Jahren kehrte er zu Nancy zurück und verblieb dort bis 1987. 

## Trainerlaufbahn
Perrins Trainerkarriere begann bereits während seiner aktiven Laufbahn. 1983 bildete er unter Arsène Wenger die Nachwuchsspieler der AS Nancy aus. 1993 machte er seine erste Station als Trainer bei Association Troyes Aube Champagne. Er hatte großen Erfolg und führte den Klub bis 1999 von der vierten in die erste Liga und anschließend in den UEFA-Cup. 2002 nahm er ein Angebot als Trainer und Manager bei Olympique Marseille an.
Im Januar 2004 wurde er in Marseille wegen anhaltender Erfolglosigkeit entlassen. Danach wurde er von mehreren europäischen Klubs umworben. Im Juli 2004 ging er als Manager zu Al-Ain, einem Verein aus den Arabischen Emiraten. Doch dort musste er schon im Oktober gleichen Jahres seine Posten räumen.  
Im April 2005 ging er dann zum FC Portsmouth. Dort ersetzte er Velimir Zajec als Manager. Er versuchte den Klub zum Erfolg zu bringen, doch wurde er schon nach acht Monaten, im Dezember 2005, entlassen. Seine Bilanz waren nur vier Siege aus 20 Spielen. 
Danach blieb er ein halbes Jahr lang ohne Beschäftigung, ehe er vom FC Sochaux verpflichtet wurde. 2007 gewann er mit Sochaux den Französischen Pokal. 
Zu Saisonbeginn 2007/08 trat er die Nachfolge des zurückgetretenen Gérard Houllier bei Olympique Lyon an, wurde Meister und Pokalsieger. Von November 2008 bis Dezember 2009 trainierte er die erste Mannschaft der AS Saint-Étienne. Seit Juni 2010 trainiert er den Al-Khor Sports Club aus der Qatar Stars League.
Am 26. Februar 2014 übernahm er das Traineramt bei der Chinesischen Fußballnationalmannschaft.

### Erfolge
- Sieg im UEFA Intertoto Cup mit ES Troyes AC: 2001
- Französischen Pokal mit FC Sochaux: 2007
- Peace Cup mit Olympique Lyon: 2007
- Trophée des Champions mit Olympique Lyon: 2007
- Meister der Ligue 1 mit Olympique Lyon: 2008
- Französischen Pokal mit Olympique Lyon: 2008